# Veronica lyallii
Veronica lyallii är en grobladsväxtart som beskrevs av Joseph Dalton Hooker. Veronica lyallii ingår i släktet veronikor, och familjen grobladsväxter. Inga underarter finns listade i Catalogue of Life.

## Bildgalleri

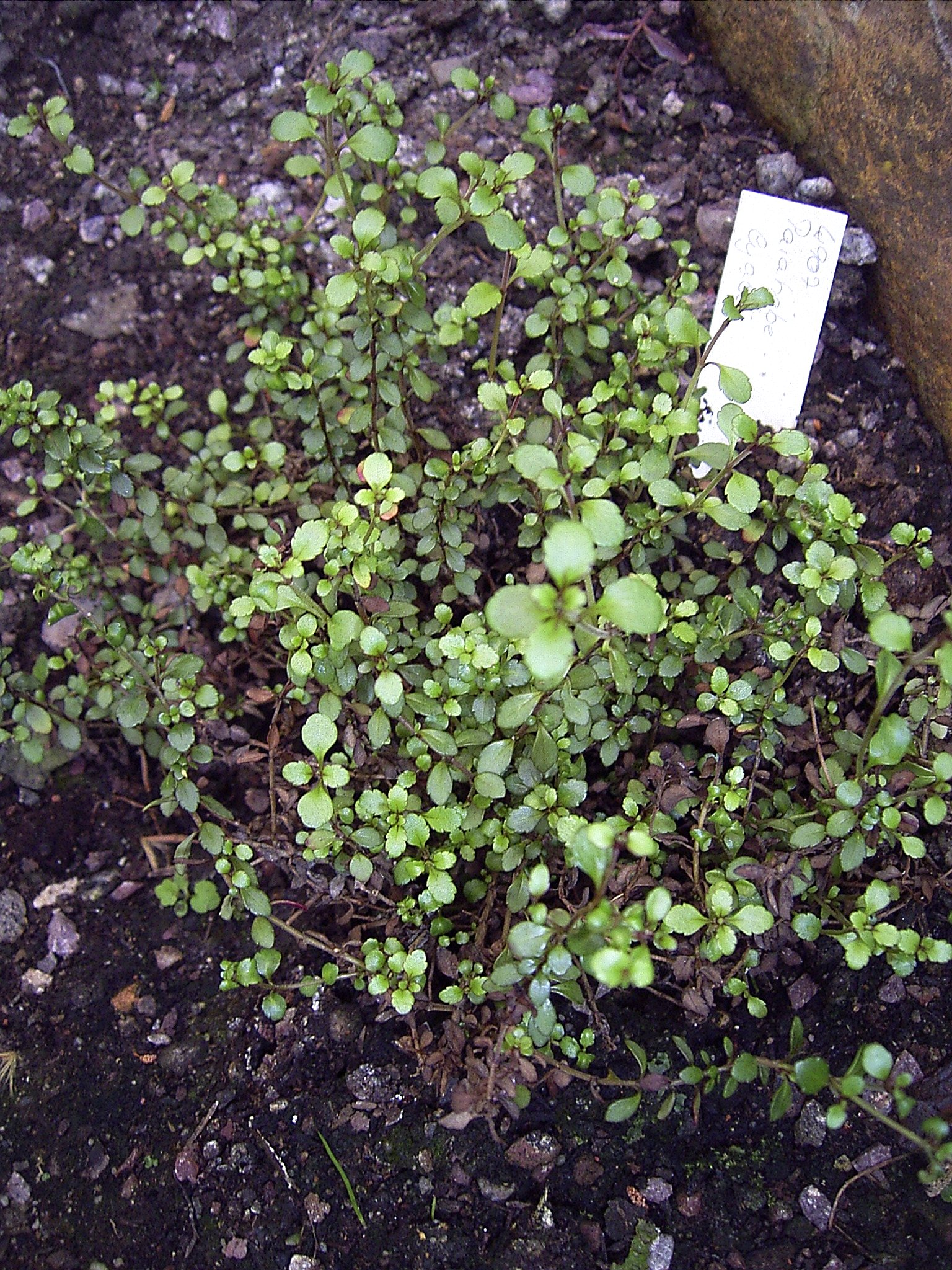